# Niederstrahlbach
Niederstrahlbach ist ein Ort in Niederösterreich, eine Ortschaft und liegt in der gleichnamigen Katastralgemeinde der zum Bezirk Zwettl gehörenden Stadtgemeinde Zwettl-Niederösterreich. Am 1. Jänner 2024 hatte die Ortschaft 174 Einwohner auf einer Fläche von 302,44 ha.

## Geografie
Der Ort Niederstrahlbach liegt nördlich der Weitraer Straße L 71, in einer Entfernung von 3,25 km Luftlinie nordwestlich des Stadtzentrums von Zwettl. Er ist durch die Postbusse mit dem österreichischen Überlandbusnetz verbunden. Zur Ortschaft zählen auch die Lagen Demutsgraben und Neuwirtshaus. Das Katastergebiet grenzt im Nordwesten an Oberstrahlbach, im Nordosten an Gradnitz, im Osten an Zwettl Stadt, im Süden an Syrafeld und im Westen an Schickenhof.

## Geschichte
Niederstrahlbach wurde 1139 als Scelebaes zum ersten Mal urkundlich erwähnt (1157: Stralbach).
Laut Adressbuch von Österreich waren im Jahr 1938 in Niederstrahlbach ein Gemischtwarenhändler, ein Tischler und ein Zimmermeister ansässig.

## Etymologie
Der Name bedeutet so viel wie „Bach, dessen Wasser schnell fließt“.
Er ist vom Strahlbach abgeleitet, der, aus dem benachbarten Oberstrahlbach kommend, durch Niederstrahlbach und den sogenannten Demutsgraben in Richtung Zwettl fließt, um dort in den gleichnamigen Fluss einzumünden.